# COVID-19-Pandemie in Vanuatu
Die COVID-19-Pandemie in Vanuatu tritt als Teil der weltweiten COVID-19-Pandemie auf, die im Dezember 2019 in China ihren Ausgang nahm und die neuartige Atemwegserkrankung COVID-19 betrifft. Ab dem 11. März 2020 stufte die Weltgesundheitsorganisation (WHO) das Ausbruchsgeschehen des neuartigen Coronavirus als weltweite Pandemie ein.
Der Inselstaat Vanuatu hat rund 260.000 Einwohner und ist einer der wenigen Staaten auf der Erde, in denen es keinen COVID-19-Infizierten (Stand 14. September 2020) gibt. Vanuatu hatte Ausgangssperren wegen einer drohenden COVID-19-Pandemie verhängt, die alleine schon für die Bevölkerung schwierig zu bewältigen sind. Als während der Ausgangssperren zusätzlich der Zyklon Harold eine Spur der Verwüstung auf den Inseln Vanuatus hinterließ, verschärfte sich die soziale Situation für die Bewohner des Inselstaats weiter.

## Lage der Inseln

Inselgebiet von Vanuatu und Neukaledonien

Das Inselgebiet von Vanuatu erstreckt sich über 1300 Kilometer im Südpazifik und zählt zum Kulturraum von Melanesien. Das Inselgebiet liegt etwa 1800 Kilometer östlich von Australien. Der Inselstaat besteht aus 83 Inseln, davon sind 67 bewohnt. Die größten Inseln sind Espiritu Santo mit 3955 Quadratkilometer und Malakula mit 2041 Quadratkilometer.
Auf Vanuatu ist das Port Vila Central Hospital in der Hauptstadt Port Vila das zentrale Krankenhaus mit rund 200 Betten. Ferner gibt es weitere Krankenhäuser bzw. Gesundheitszentren in den Regionen. Örtlichen Medienberichten zufolge hatte das Land im April 2020 gerade einmal zwei Beatmungsgeräte. Nach Angaben der örtlichen Oxfam-Leiterin Elizabeth Faeru wäre es daher nicht in der Lage gewesen, einen moderaten Ausbruch zu schultern.

## Verlauf und Maßnahmen

### Reisebeschränkungen und Quarantänemaßnahmen
Bereits Mitte März 2020 wurde für diejenigen, die in das Land einreisen, Reisebeschränkungen und Quarantänemaßnahmen eingeführt.

### Ausgangssperren
Am 26. März erklärte Präsident Tallis Obed Moses den Ausnahmezustand im Land. Ein Tourist auf einem Kreuzfahrtschiff, der die Insel Aneityum besuchte, war positiv auf das Virus getestet worden, was zu einer Sperrung der Insel führte.
Kreuzfahrtschiffe und Yachten dürfen seit dem 26. März 2020 nicht mehr auf den Inseln Vanuatus anlegen und Air Vanuatu musste alle nationalen und internationalen Flüge absagen. Der Flughafen in Port Vila wurde geschlossen und wird lediglich für Notfälle geöffnet. Restaurants und Hotel haben entweder geschlossen oder öffnen ab 7:30 Uhr und schließen zwischen 21.00 Uhr bis zum nächsten Morgen um 4:00 Uhr. Vor oder in den Geschäften und Banken sind beispielsweise in Port Vila Hygienestationen zum Händewaschen aufgestellt. Die kleinen Bars, genannt Nakamals, an denen sich die Vanuatu und Touristen Getränke orderten und sich niedersetzten, sind nun zu Takeaway-Geschäften geworden.
Als Vanuatu am 26. März 2020 den Notstand für 2 Wochen verhängte, wurde die Pressefreiheit eingeschränkt, denn es durften in den Medien, in der Zeit des ausgerufenen Notstands, keinerlei Darstellung über COVID-19 ohne Genehmigung des nationalen National Disaster Management Office (NDMO) veröffentlicht werden.

### Zyklon Harold während der Ausgangssperre

Zyklon Harold über Vanuatu am 5. und 6. April 2020

Als in dieser Ausnahmesituation mit Ausgangssperre und drohender Pandemie der Zyklon Harold Anfang April Vanuatu erreichte, benötigten 160.000 Vanatuaner Hilfe. Der Zyklon tötete laut Oxfam zwei Menschen und zerstörte auf seinem Weg alleine auf Pentecost Island nach Angaben von NDMO 90 % der Häuser und der Infrastruktur. Aufgrund der Sorge vor SARS-CoV-2-Infektionen lehnte die Regierung Angebote von ausländischen Hilfsorganisationen ab, Helfer nach Vanuatu zu entsenden, obwohl nach Schätzungen 80 bis 90 % der Häuser Vanuatus zerstört worden sind. Australien, Neuseeland und China durften lediglich Hilfsgüter einfliegen, die allerdings vor Verwendung drei Tage in Quarantäne und anschließend desinfiziert werden mussten. Auf Pentecost Island mit etwa 2.000 zerstörten Gebäuden konnte die Regierung von Vanuatu lediglich 25 Helfer einsetzen, obwohl man nach eigener Schätzung mindestens 100 benötigt hätte.

### Auswirkungen im Tourismusbereich
Am 22. März 2020 bestätigten die Gesundheitsbehörden von Vanuatu, dass die Tests für einen Resortarbeiter mit Verdacht auf Coronavirus negativ ausgefallen waren.

### Infektionen

Bestätigte Infizierte in Vanuatu nach Daten der WHO. Oben kumuliert, unten Tageswerte

## Statistik

### Todesfälle

Bestätigte Todesfälle in Vanuatu nach Daten der WHO. Oben kumuliert, unten Tageswerte

Mit Stand 19. Februar 2021 wurden der WHO keine Todesfälle gemeldet. Bei Änderungen werden diese automatisch zeitnah in die obige Grafik übernommen (siehe Datenstand oben links in der Grafik).